# رييكو ميورا
رييكو ميورا (باليابانية: 三浦理恵子؛ بالكانا: みうら りえこ) هي مغنية ومؤدية صوت وممثلة يابانية، ولدت في 1 سبتمبر 1973 في ناكانو في اليابان.

## وصلات خارجية
- الموقع الرسمي
- رييكو ميورا على موقع IMDb (الإنجليزية)
- رييكو ميورا على موقع ميوزك برينز (الإنجليزية)
- رييكو ميورا على موقع ديسكوغز (الإنجليزية)
- رييكو ميورا على موقع قاعدة بيانات الفيلم (الإنجليزية)
- رييكو ميورا على موقع كينوبويسك (الروسية)
- رييكو ميورا على موقع ANN person (الإنجليزية)